# إتسكو كوزاكورا
إتسكو كوزاكورا (小桜エツコ كوزاكورا إتسكو) (اسمها الحقيقي كومي دومون (土門久美 دومون كومي)) هي مؤدية أصوات يابانية ولدت في 22 فبراير 1971 في مقاطعة نيشيتاما، طوكيو.

## أدوارها في الأنمي

### مسلسلات أنمي تلفزيونية
- الرقيب كيرورو - الجندي الثاني تاماما
- أنت رهن الإعتقال - يوريكو نيكايدو
- بيدابول - أزرق
- بوكيمون - بيلسبراوت
- بوكيمون دياموند/بيرل - بيبلاب
- بوكيمون إكس/واي - سبايك
- ستيتش! - واراتشي
- سونيك X - كوزمو
- يوميات المستقبل - أورين مياشيرو
- حفيد نوراريهيون - ناتّو كوزو (الصوت الأول)
- أكاديميتي للأبطال - ريكفري غيرل
- أبطال الديجيتال الجزء الأول - خشوب

### أوفا أنمي
- ساكورا تايسن: إكول دو باريس - كوكليكو
- ساكورا تايسن: لو نوفو باريس - كوكليكو

### أفلام أنمي
- أنت رهن الاعتقال - يوريكو نيكايدو
- سلسلة أفلام بوكيمون
  - فيلم بوكيمون 3: إنتيه و تعويذة الأنون - إيبوم
  - فيلم بوكيمون: نهوض داركراي - بيبلاب
  - فيلم بوكيمون: غيراتينا و محارب السماء - بيبلاب
  - فيلم بوكيمون: أركيوس و جوهرة الحياة - بيبلاب
  - فيلم بوكيمون: زوروارك سيد الأوهام - بيبلاب

## أدوارها في ألعاب الفيديو
- سلسلة ألعاب القنفذ سونيك - أوموتشاو
- تيلز أوف إينوسنس - كودا
- كيرورو آر بي جي: الفارس والمحارب والقرصان الأسطوري - الجندي الثاني تاماما
- سوبر سماش برذرز براول - بيبلاب
- أكاديميتي للأبطال: باتل فور أول - ريكفري غيرل

## أدوارها في الدبلجة اليابانية
- أنا أسطورة - ماري نيفيل
- قصص توم وجيري - تافي

## وصلات خارجية
- إتسكو كوزاكورا على موقع IMDb (الإنجليزية)
- إتسكو كوزاكورا على موقع ميوزك برينز (الإنجليزية)
- إتسكو كوزاكورا على موقع أول ميوزيك (الإنجليزية)
- إتسكو كوزاكورا على موقع ديسكوغز (الإنجليزية)
- إتسكو كوزاكورا على موقع قاعدة بيانات الفيلم (الإنجليزية)
- إتسكو كوزاكورا على موقع كينوبويسك (الروسية)
- إتسكو كوزاكورا على موقع ANN person (الإنجليزية)